# GO! Express & Logistics
GO! Express & Logistics (kurz GO!, vormals GO! General Overnight) ist ein weltweit operierendes Transport- und Logistikunternehmen mit Zentrale in Bonn. Es geht zurück auf die Arbeitsgemeinschaft Deutscher Kurierdienste (ADK), die sich von einem Dachverband selbstständiger Kurierdienste zu einem Unternehmensverbund mit einer gemeinsamen Marke entwickelte.
Das Netzwerk von GO! Express & Logistics umfasst über 100 Standorte in Deutschland und Europa mit rund 1400 Mitarbeitern und 1700 Fahrern. Ein Schwerpunkt liegt auf der Zustellung über Nacht.

## Geschichte

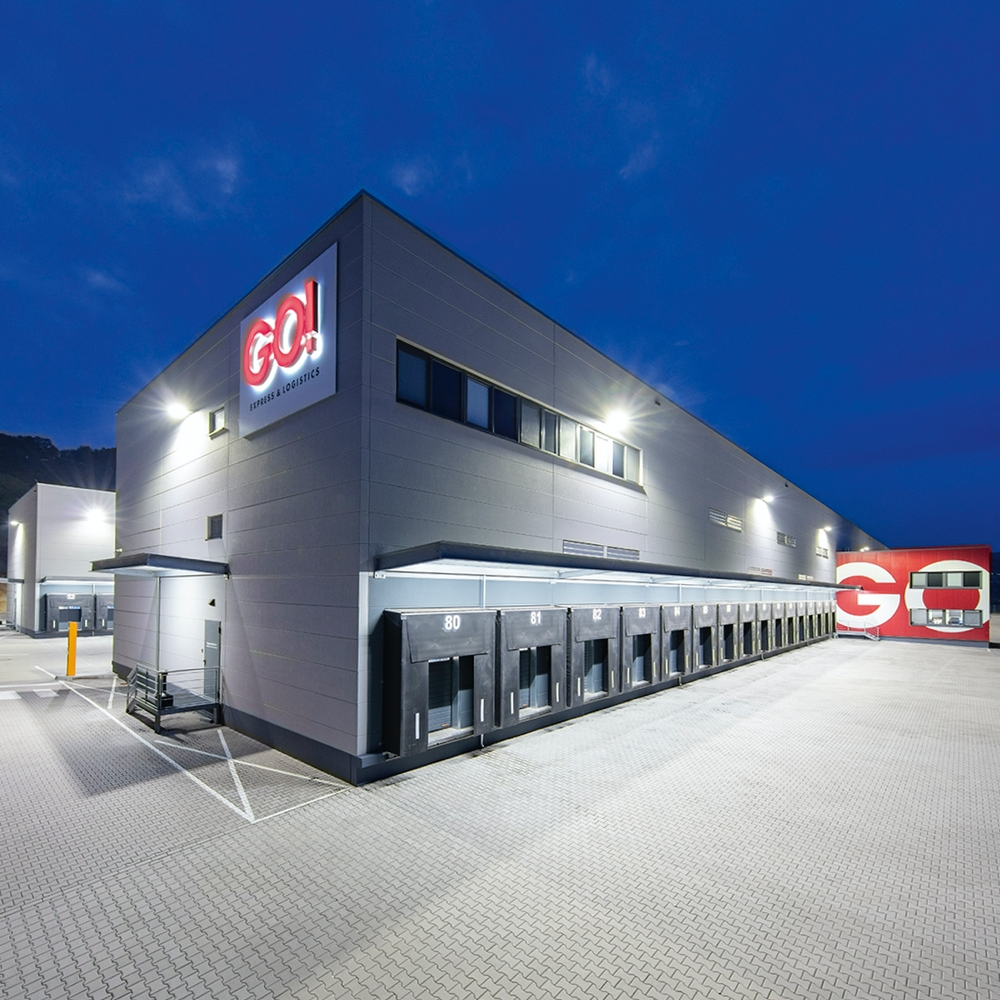
Sortierzentrum in Niederaula

Am 10. November 1984 gründeten acht mittelständische Transport- und Logistikunternehmen die Arbeitsgemeinschaft Deutscher Kurierdienste (ADK) als ersten Dachverband selbstständiger Kurierdienste in Deutschland. Dieser ermöglichte Anwaltskanzleien, Versicherungen, Werbeagenturen, Wirtschaftsprüfern und anderen Kunden erstmals die zuverlässige Zustellung von Sendungen zu bestimmten Terminen, auch über Nacht.
Die Abwicklung der Sendungen erfolgte zunächst vor allem über die Bahn. Ab Ende der 1980er Jahre setzte die Arbeitsgemeinschaft Deutscher Kurierdienste zunehmend auf eigene Lieferfahrzeuge, um sich unabhängig von Dritten zu machen. Daraufhin entwickelte sich die lose Kooperation zu einem Unternehmensverbund, der im Jahr 1994 die Dachmarke GO! General Overnight einführte.
Die Koordination des Geschäfts übernahm fortan die neu eingerichtete Systemzentrale. Der Verbund behielt jedoch seine dezentrale Organisationsstruktur und behauptete sich so im Wettbewerb mit neuen Marktteilnehmern wie der Post. Außerdem expandierte man nach Österreich und in andere Staaten, wobei man ebenfalls auf die Zusammenarbeit mit regional verwurzelten Dienstleistern setzte.
2001 wurde die Verwaltung von Hamburg und Stuttgart nach Bonn verlegt. 2008 wurde ein zentrales Sortierzentrum in Niederaula in Betrieb genommen, Durch eine Erweiterung 2018 haben sich die Kapazitäten auf etwa 25.000–30.000 Sendungen je Nacht erhöht.
Seit 2014 firmiert das Unternehmen als GO! Express & Logistics.

## Unternehmensstruktur
Die GO! Express & Logistics Deutschland GmbH mit Sitz in Bonn fungiert als Zentrale des gesamten Unternehmensverbunds. Sie ist für die Koordinierung des nationalen und internationalen Netzwerks sowie die Betreibung des Liniennetzes verantwortlich. Außerdem übernimmt sie den Betrieb der IT-Infrastruktur und das Qualitätsmanagement.
Das Stammkapital beträgt 455.000 Euro. Es ist in 12 gleiche Geschäftsanteile unterteilt, die sich im Besitz regionaler Kurierdienste befinden. Diese gewähren sich gegenseitig Gebiets- und Wettbewerbsschutz. Über die Aufnahme neuer Partner beschließt die Gesellschafterversammlung von GO! Express & Logistics.
Die Satzung sieht einen oder mehrere Geschäftsführer für die GO! Express & Logistics Deutschland GmbH vor. Derzeit nimmt Martina Baerecke diese Funktion alleine wahr. Sie wird von einem Beirat unterstützt, der aus drei Personen besteht. Sie werden von den Gesellschaftern bestimmt und bringen externe Expertise in das Unternehmen ein.

## Dienstleistungen
GO! Express & Logistics erbringt Kurier- und Expressdienste, sowohl national als auch international. Diese werden unter den Marken GO! Courier, GO! Express, GO! Solutions und GO! Value Added Services vertrieben.
Das europäische Netzwerk von GO! Express & Logistics umfasst rund 100 Standorte. In Deutschland gehören der zentrale Hub in Niederaula sowie die regionalen Hubs in Köln / Bonn, Gera, Frankfurt am Main, Hamburg, Hannover, Heilbronn und Ulm dazu. International ist das Unternehmen etwa in Dänemark, Luxemburg, den Niederlanden, Österreich, Polen, der Schweiz, der Slowakei und Tschechien aktiv.